# دونگی پریسیان
دونگی پریسیان (به صربی: Donji Prisjan) یک منطقهٔ مسکونی در صربستان است که در ولاسوتینتسه واقع شده‌است. دونگی پریسیان ۳۳۰ نفر جمعیت دارد.